# Україна Модерна
«Україна Модерна» — Проєкт «Україна Модерна. Міжнародний інтелектуальний часопис» було засновано в 1996 році. Проєкт об’єднує два автономні напрямки: друкований науковий журнал «Україна Модерна» (існує з 1996 р.) та веб-сайт «Україна Модерна» (існує з 2011 р.). Редактор-засновник часопису та веб-сайту — Ярослав Грицак. 

## «Україна Модерна» як друкований міждисциплінарний науковий журнал
«Україна Модерна» як друкований міждисциплінарний науковий журнал виходить з 1996 року українською та англійською мовами, від 2007 року – у форматі тематичних номерів, від 2019 року – двічі на рік. Журнал присвячений історії України та Центрально-Східної Європи кінця XVIII – XX століть. З 2014 року головна редакторка – Гелінада Грінченко.
З 2023 року всі номери часопису розміщено на платформі University of Toronto Press. Кожне число після свого виходу упродовж одного року має доступ за підпискою, через рік – у форматі вільного доступу (Open access).
Редколегія та редакційна рада часопису
Поточне число (доступ за підпискою)
Усі номери часопису (відкритий доступ)
Інформація для авторів
Відеозаписи презентацій часопису
Відповідно Наказу МОН № 886 від 02 липня 2020 року часопис “Україна Модерна” внесено до Переліку наукових фахових видань України, Категорія «Б».
Редакція журналу, Інститут історичних досліджень
Львівський Національний Університет ім. Івана Франка,
м. Львів, вул. Університетська, 1
T: 032 240 35 70
E: info@uamoderna.com

## Веб-сайт «Україна Модерна»
Веб-сайт «Україна Модерна» є однією з провідних історичних онлайн-платформ України, віртуальним майданчиком для професійної комунікації істориків та представників інших соціально-гуманітарних наук. Читачами сайту є не лише фахівці, а й широкий загал шанувальників історії. Публікації охоплюють період від ХІХ століття — дотепер. За роки існування на сайті «Україна Модерна» було оприлюднено сотні публікацій з соціальної історії, історії повсякдення, історичної антропології, усної історії, культурної історії, історичної урбаністики, жіночих студій, історії релігії, студій геноцидів тощо, написаних вченими з високим академічним статусом та молодою генерацією дослідників. Сайт познайомив читачів з інтелектуальними біографіями провідних українських науковців та україністів різних країн. (Ці матеріали доступні в архіві сайту).
В умовах повномасштабного вторгнення «Україна Модерна» продовжила роботу, запустила новий сайт, оновила існуючи рубрики та запустила нові. Відтепер на сайті друкуються матеріали, присвячені нещодавнім подіям російсько-української війни (дослідження, нотатки, рефлексії, щоденники) та інтерв’ю з професійними істориками, антропологами, етнологами, які самі опинились у вирі історичних подій (рубрика «У вирі війни»); колонки істориків про історію і довкола (рубрика «Опінії»); публікації, присвячені дискусійним темам в історії України (рубрика «Питання історії»). Продовжила роботу рубрика «Подолання минулого», яка висвітлює  трагічний спадок геноцидів, що відбулися на території України.
Комунікація з читачами підтримується через активність проєкту «Україна Модерна» у соціальній мережі Facebook: офіційна сторінка і група проєкту.